# Пиер дьо Кубертен
Пиер дьо Фреди, барон дьо Кубертен (на френски: Pierre de Frédy, Baron de Coubertin) е френски педагог и историк, най-известен като основател на съвременните олимпийски игри.

## Биография
Барон Пиер дьо Кубертен е роден в Париж като третото дете на аристократичното семейство на благородниците Шарл Луи дьо Фреди и Агат-Габриел дьо Мирвил. Учи в йезуитски колеж и въпреки това се изявява като блестящ ученик със собствени възгледи. Барон Дьо Кубертен усъвършенства своето образование, вдъхновен от британските и американските колежи, а също университети, които посещава. Според него, част от това усъвършенстване трябва да е спортното възпитание, което счита за изключително важно за физическото и духовно развитие на младите хора. Под въздействие на книгата „Колежанските години на Том Браун“ и Томас Арнолд, написва множество публикации върху образователната система в Англия и настоява за педагогическа реформа във френските училища. Той особено държи на Ръгби и е съдия на финала в първия френски шампионат по ръгби, провел се на 20 март 1892 година между „Рейсинг клуб дьо Франс“ и „Стад Франсез“.

## Олимпийски игри
Барон Дьо Кубертен измисля международни състезания, за да популяризира атлетиката. Оценявайки нарастващия международен интерес към древните олимпийски игри, дължащ се на находките при археологическите разкопки на Олимпия, баронът съставя план за възобновяването на олимпийските игри.
За да даде гласност на тези свои планове, той организира международен конгрес на 23 юни 1894 година в Сорбоната в Париж. Баронът прави предложение за възстановяване на олимпийските игри, така както са се провеждали в древността. Конгресът води до основаване на Международния олимпийски комитет, на който барон Дьо Кубертен става генерален секретар. Вземат се решения първата модерна олимпиада да се проведе в Атина, Гърция и игри да се провеждат на всеки 4 години. Първите летни олимпийски игри са успешни и баронът става президент на МОК, на мястото на напусналия след провеждането на игрите в собствената му страна грък Димитриос Викелас.
Въпреки първоначалния успех, олимпийското движение се сблъсква с трудни времена, интересът към Летните олимпийски игри 1900 (в града на дьо Кубертен – Париж) и Летните олимпийски игри 1904 е слаб. Те са засенчени от провеждащите се по същото време международни изложения.
Нещата се променят към по-добро след провеждането на летните игри през 1906 година в Атина (без статут на официална олимпиада). Олимпийските игри след тази година стават най-важното спортно събитие. Баронът създава модерния петобой за олимпийските игри през 1912 година в Стокхолм. След VIII летни олимпийски игри през 1924 в Париж, които са изключително успешни в сравнение с първия опит от 1900 година, барон Дьо Кубертен се оттегля от поста президент на МОК. Наследен е на този пост от белгиеца Анри дьо Байе-Латур.
Барон Дьо Кубертен остава почетен президент на МОК до смъртта си през 1937 година. Погребан е в Лозана (седалището на МОК), а сърцето му е погребано отделно в гробница, близо до руините на древна Олимпия.
Спортното училище в Ямбол носи неговото име.

## Медал Пиер дьо Кубертен
Медалът „Пиер дьо Кубертен“ е специален медал, който се присъжда от МОК на атлети, показали дух на спортсменство в Олимпийските игри.
Медалът се счита от много атлети, наблюдатели и от МОК като най-високата награда, която олимпийски състезател може да получи, по-ценна и от златен олимпийски медал.

## Филателия и нумизматика
- Пощенска марка Азербайджан, посветена на Пиер дьо Кубертен, 1994
- Пощенска марка Молдова със снимка на Кубертен, 1994
- Монета от 20 франка, посветена на Кубертен (1994)